# Beaulieu (Indre)
Beaulieu é uma comuna francesa na região administrativa do Centro, no departamento Indre. Estende-se por uma área de 7,21 km². Em 2010 a comuna tinha 55 habitantes (densidade: 7,6 hab./km²).